# Корнев, Герман Петрович
Ге́рман Петро́вич Ко́рнев (1934—2007) — советский и российский учёный, специалист в области теоретической физики, методики преподавания физики и методики профессионального образования, доктор педагогических наук, профессор, почётный работник высшего профессионального образования, заслуженный деятель науки, директор Тольяттинского филиала Института содержания и методов обучения РАО.

## Биография
В 1951 году окончил Сюмсинскую среднюю школу. С 1957 года работал в редакции местной газеты «Знамя», сначала литсотрудником, затем ответственным секретарём. В 1963 году окончил Удмуртский государственный педагогический институт. В 1979 году стал кандидатом педагогических наук, с 1989 года — доктор педагогических наук. В 1983 году получил звание доцента, а в 1991 году — профессора.
В 1990 году приехал в Тольятти, работал в Тольяттинском филиале Самарского государственного педагогического университета. Возглавлял физико-математический факультет ТФ СамГПУ. Совместно с ректором Тольяттинского политехнического института Владимиром Столбовым добился открытия в этом техническом вузе совета по теории и методике профессионального образования и стал его председателем до конца жизни.

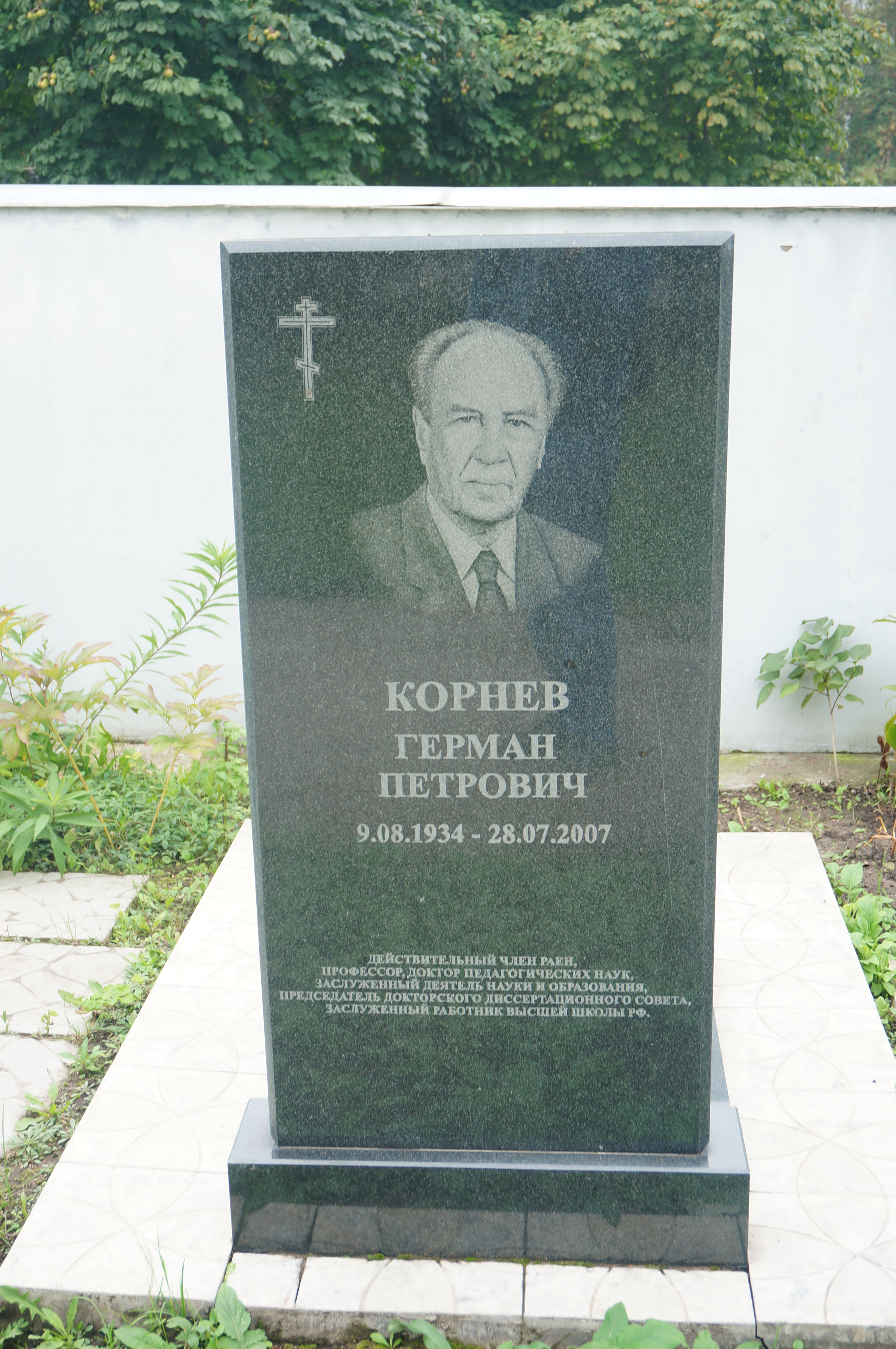
Могила Германа Петровича Корнева, Баныкинское кладбище, Тольятти

Вёл большую консультативную работу по проблемам профессионального образования с руководителями и преподавателями региональных образовательных учреждений. Организовывал семинары по новым образовательным технологиям, являлся директором Тольяттинского филиала Института общего среднего образования РАО.
Скончался в 2007 году, похоронен на Баныкинском кладбище Тольятти.

## Педагогическая деятельность
Подготовил 12 докторов и 108 кандидатов наук. Организовал и был бессменным председателем диссертационного совета по защите кандидатских диссертаций по теории и методике преподавания физики при Поволжской государственной социально-гуманитарной академии. Являлся членом диссертационного совета при Саратовском государственном университете.

## Научная деятельность
Основные направления исследований — теоретическая физика, методика преподавания физики, теория и методика профессионального образования.
В области теоретической физики ему удалось классифицировать физические модели, что позволяет, используя дифференциальные уравнения, получать количественные результаты в описании физических моделей, а через них давать достаточно корректные количественные характеристики физических явлений. В области методики преподавания физики Корнев развивал принципы теоретических обобщений, предложил классификацию физических задач, основанных на принципах относительности, суперпозиции, симметрии и ряда других.
В сфере теории и методики профессионального образования им разрабатывалось содержание системы фундаментальной подготовки студентов и выпускников вузов по современным проблемам физики и математики.
Автор 260 научных работ, среди которых 39 книг, монографий, учебных пособий.

### Избранная библиография
- Основные физические принципы. — Самара, 1995
- Фундаментальные физические постоянные. — Самара, 1997.
- Физический мир и его закономерности. — М: ИОСО РАО, 1998
- Закономерности физического мира. В 2 т. — М., 1999.
- Стохастические представления современной физики и математики. — Самара: СГПУ, 1999
- Специальный физико-математический курс. — Тольятти: ТолПИ, 1999
- Принципы самообразования студентов негосударственных вузов. — Самара: СГПУ, 2001
- Фундаментальные проблемы физики и математики в негосударст- венных вузах. — Самара: СГПУ, 2001
- Система теоретических обобщений в методике решения физических задач. — М., 200?

## Награды и звания
- Медаль «За доблестный труд» в ознаменование 100-летия со дня рождения В. И. Ленина (1970).
- Медаль «Ветеран труда» (1986).
- Почетная грамота Министерства образования (1999).
- Нагрудный знак «Почётный работник высшего профессионального образования Российской Федерации» (1999).
- Заслуженный работник высшей школы РФ (2004).